# SN 2006A
SN 2006A – supernowa odkryta 2 stycznia 2006 roku w galaktyce NGC 7753. W momencie odkrycia miała maksymalną jasność 18,10m.